# Сент-Аман-де-Боньёр
Сент-Ама́н-де-Боньёр (фр. Saint-Amant-de-Bonnieure) — коммуна во Франции, находится в регионе Пуату — Шаранта. Департамент — Шаранта. Входит в состав кантона Манль. Округ коммуны — Конфолан.
Код INSEE коммуны — 16296.
Коммуна расположена приблизительно в 370 км к юго-западу от Парижа, в 85 км южнее Пуатье, в 25 км к северо-востоку от Ангулема.

## Население
Население коммуны на 2008 год составляло 346 человек.
| 1962 | 1968 | 1975 | 1982 | 1990 | 1999 | 2008 |
| ---- | ---- | ---- | ---- | ---- | ---- | ---- |
| 389  | 357  | 309  | 315  | 297  | 315  | 346  |

## Экономика
В 2007 году среди 189 человек в трудоспособном возрасте (15—64 лет) 136 были экономически активными, 53 — неактивными (показатель активности — 72,0 %, в 1999 году было 62,6 %). Из 136 активных работали 123 человека (64 мужчины и 59 женщин), безработных было 13 (4 мужчины и 9 женщин). Среди 53 неактивных 9 человек были учениками или студентами, 27 — пенсионерами, 17 были неактивными по другим причинам.

## Достопримечательности
- Приходская церковь Сент-Аман (XII век). Исторический памятник с 1981 года[3]
- Усадьба Сент-Аман-де-Боньёр (XV век). Исторический памятник с 1983 года[4]

## Фотогалерея

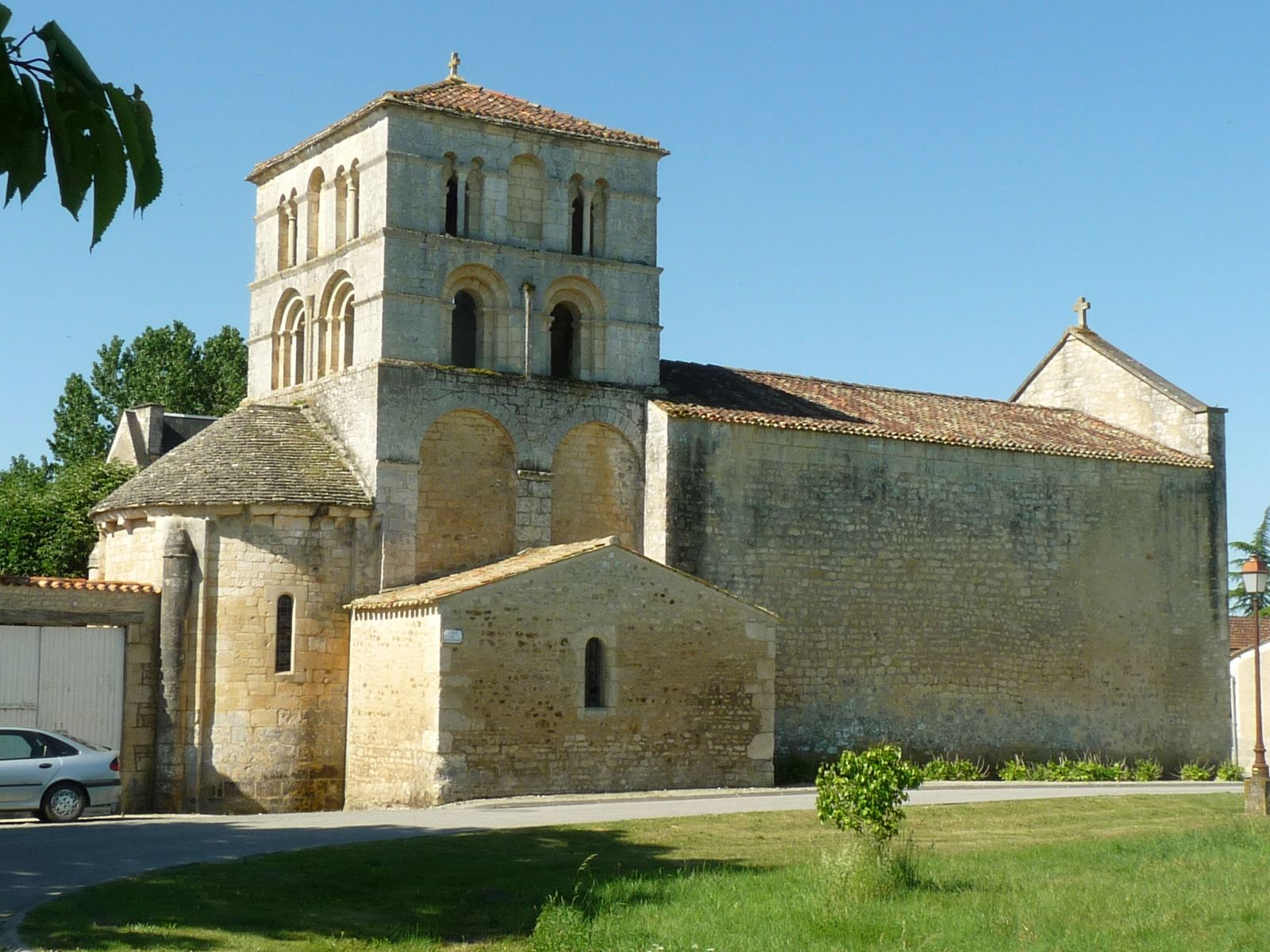
Церковь Сент-Аман
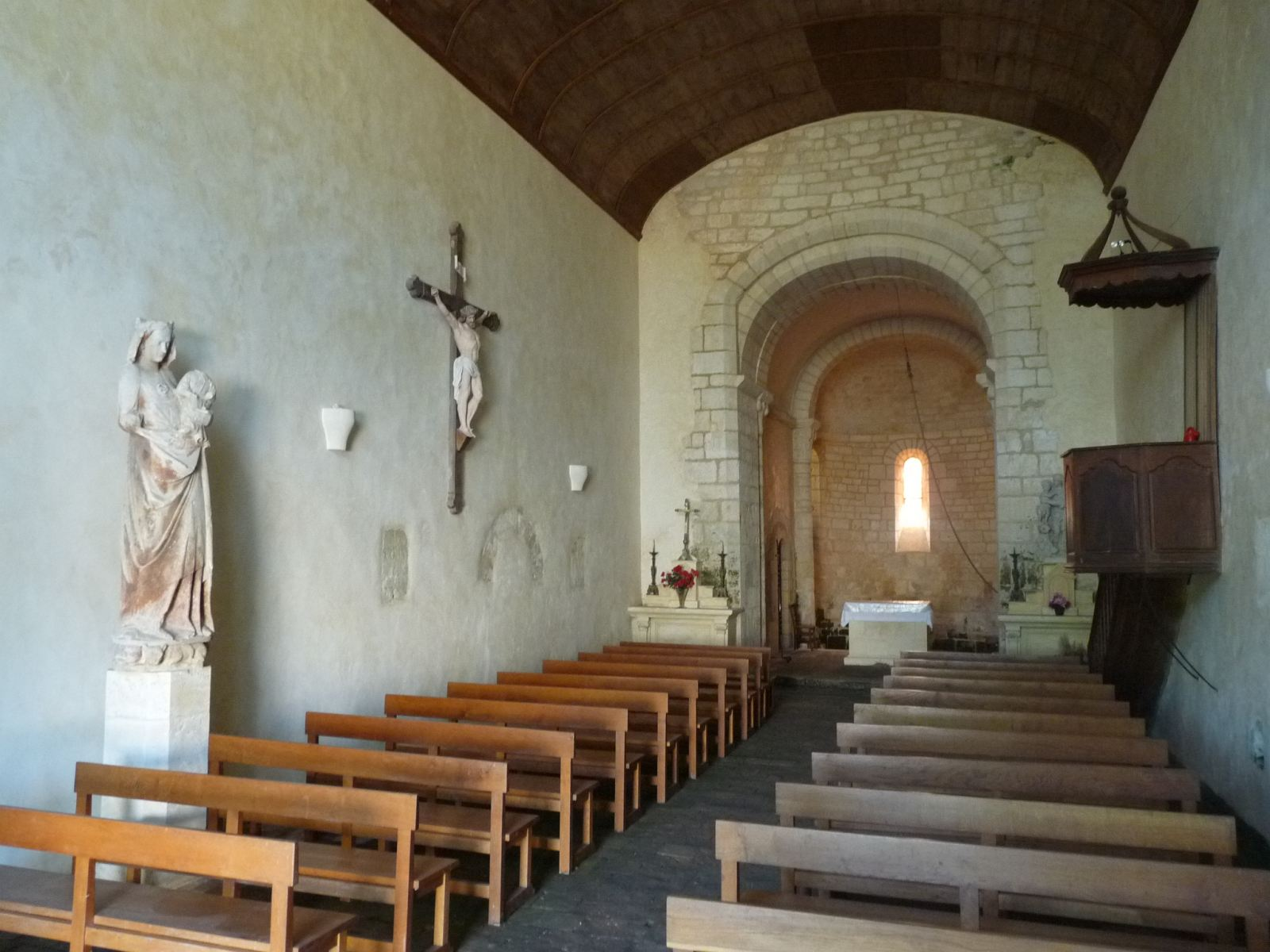
Интерьер церкви Сент-Аман
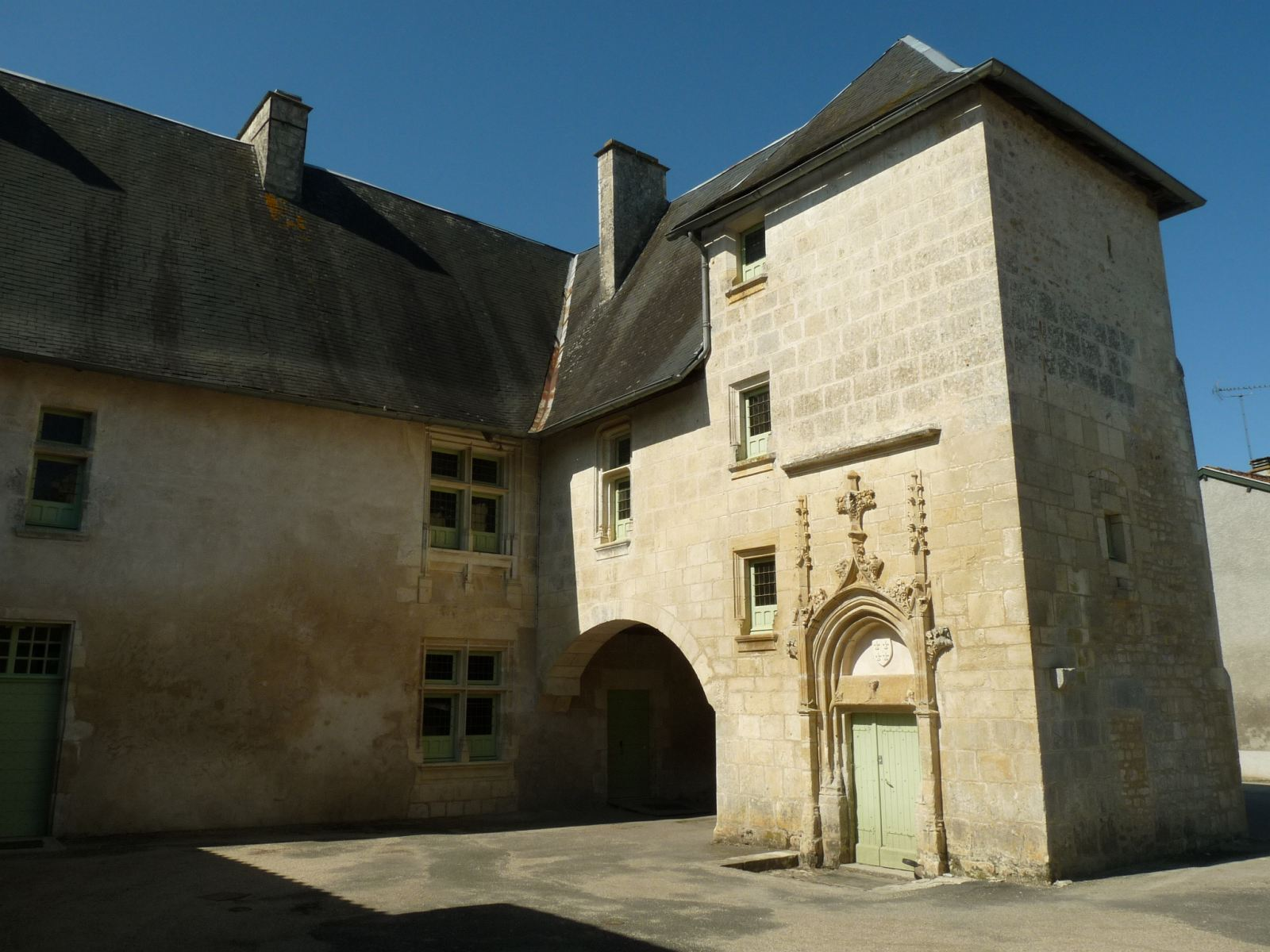
Усадьба Сент-Аман-де-Боньёр
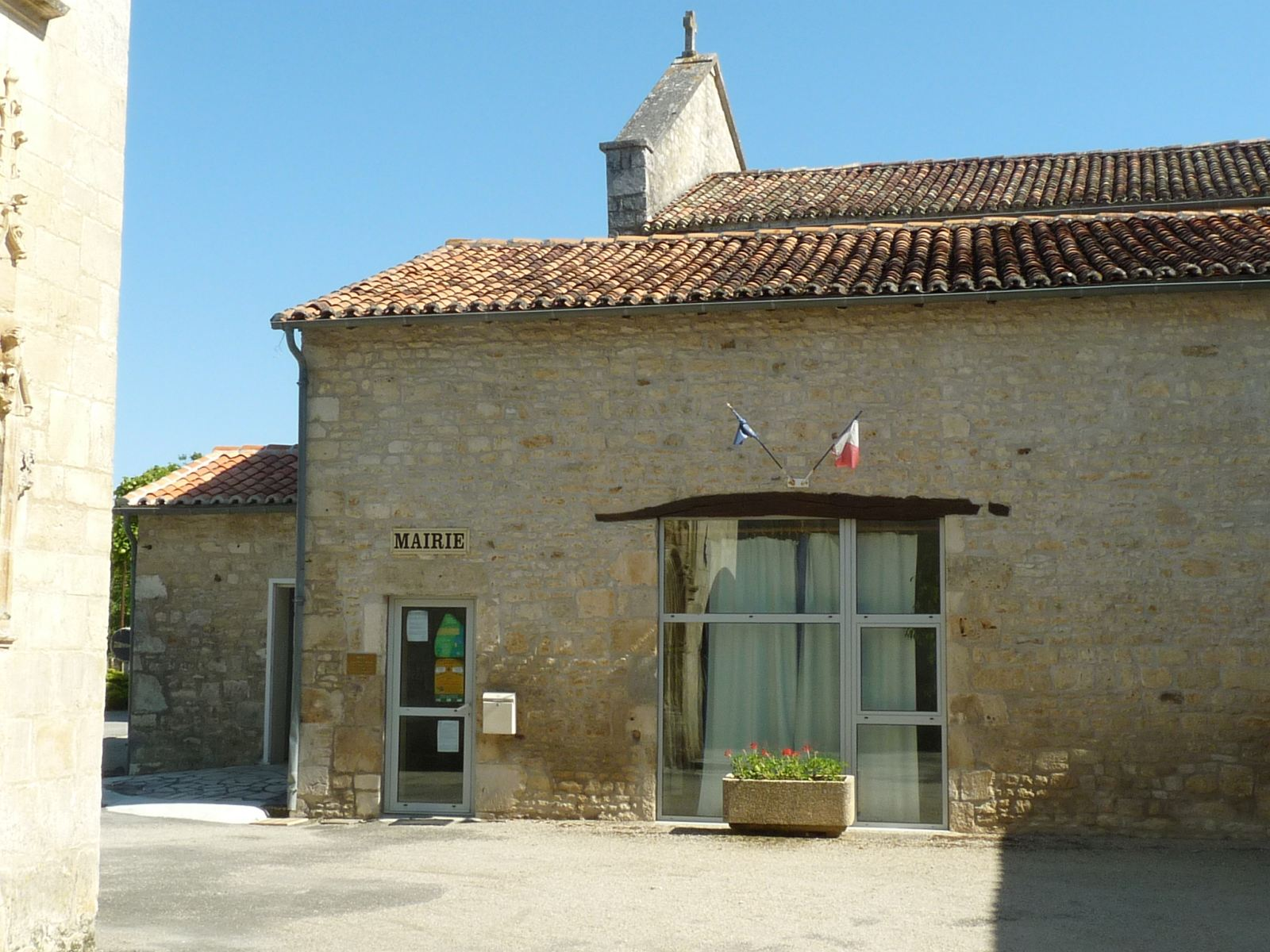
Мэрия